# Simontornya
Simontornya  este un oraș în districtul Tamás, județul Tolna, Ungaria, având o populație de 4.210 locuitori (2011). 

## Demografie
Componența etnică a orașului Simontornya
     Maghiari (96,68%)
     Romi (2,25%)
     Necunoscut (0,14%)
     Alții (0,92%)
Componența confesională a orașului Simontornya
     Romano-catolici (36,84%)
     Fără religie (21,43%)
     Reformați (9,5%)
     Necunoscută (30,52%)
     Alte religii (2,09%)
Conform recensământului din 2011, orașul Simontornya avea 4.210 locuitori. Din punct de vedere etnic, majoritatea locuitorilor (96,68%) erau maghiari, cu o minoritate de romi (2,25%). Apartenența etnică nu este cunoscută în cazul a 0,14% din locuitori. Nu există o religie majoritară, locuitorii fiind romano-catolici (36,84%), persoane fără religie (21,43%) și reformați (9,5%). Pentru 30,52% din locuitori nu este cunoscută apartenența confesională.